# 漢斯·范阿肯
漢斯·范阿肯（荷蘭語：Hans Vanaken；1992年8月24日—），比利時足球運動員，司職攻擊中場，現效力比甲球會布魯日。

## 俱樂部生涯
范阿肯最早於PSV燕豪芬參加青訓，後於2015年加入布魯日。他曾兩次幫助布魯日奪得比甲冠軍，兩次奪得比利時杯冠軍。還於2018年入選比利時國家足球隊完成首次亮相，他兩度獲得了比利時足球先生與比利時金靴獎。

## 國家隊生涯
在比利時8-0大勝白俄羅斯的小組賽中表現出色，不僅打進兩球完成了國家隊生涯首球，還為隊友送出了1次助攻。

## 外部連結
- Belgium stats （页面存档备份，存于） at Belgian FA
- Player profile （页面存档备份，存于） at Club Brugge